# Lotus 95T
A Lotus 95T egy Formula–1-es versenyautó volt, amelyet Gérard Ducarouge tervezett a Team Lotus számára az 1984-es Formula–1 világbajnokságra. Az autó a Renault Gordini EF4 V6 turbómotorral működött, és Goodyear gumikkal futott, miután a Lotus átállt a Pirelliről. Ez a Lotus 94T továbbfejlesztése volt, amely versenyképesnek bizonyult 1983 végén. 

## Története
Az autót Elio de Angelis és Nigel Mansell vezette, akik folyamatosan versenyben voltak a szezonban, amelyet egyébként a McLaren uralt. De Angelis tizenegy alkalommal végzett az első ötben, köztük négy dobogós helyezéssel; pole pozíciót is szerzett a brazíliai nyitóversenyen. 34 ponttal harmadik lett az egyéni világbajnokságban. 
Mansell időközben Franciaországban és Hollandiában a harmadik helyen végzett, és a második volt az utolsó futamon, Portugáliában, amikor a fékei meghibásodtak (ami miatt Niki Lauda megnyerte a világbajnokságot Alain Prost előtt fél ponttal). Ugyanakkor esőben Monacóban is kiesett az első helyről (ami arra késztette Peter Warr csapatfőnököt, akivel rossz viszonyban volt, hogy kijelentette: "Soha nem fog nagydíjat nyerni, amíg lyuk van a seggemen" ), és Dallasban nyomasztó hőségben pole pozíciót szerzett és vezette a verseny első felét, majd az utolsó körben meghibásodott a sebességváltója, és a kimerültségtől összeesve próbálta a célba tolni az autót. Végül a versenyzők bajnokságában 13 ponttal kilencedikként végzett, ugyanannyi ponttal, mint Ayrton Senna, aki 1985-ben váltotta őt. 
Összesen 47 ponttal a Lotus a harmadik helyet szerezte meg a konstruktőrök bajnokságában, ami 1978 óta a legjobb helyezése volt. A 95T-t sokan látták ugyanolyan jónak, mint az uralkodó McLaren MP4/2-t. A legnagyobb problémája a gumik, a sebességváltó és a Renault-motor volt, amely annak ellenére, hogy erőteljes és megbízható, nem volt annyira üzemanyag-takarékos, mint a TAG-Porsche-motor a McLarenben. Az autó segített megalapozni a Lotus helyét az éllovasok között. 1985-ben egy újabb fejlesztés, a Lotus 97T váltotta fel.

## A Formula–1 után
Mansell 95T-jét árverésre bocsátotta a Mecum aukciós ház a kaliforniai Montereyben. 2013 augusztusában becsült értéke 500 000 és 600 000 dollár között mozgott. Az autót nem sikerült eladni. 

## Teljes Formula–1-es eredmények
(kulcs) (félkövérrel  az első rajtrács jelezve) 
| Év   | Csapat                 | Motor                  | Gumiabroncsok | Versenyző       | 1   | 2   | 3   | 4   | 5.  | 6.  | 7   | 8.  | 9.  | 10. | 11. | 12. | 13. | 14  | 15  | 16. | Pont | Hely |
| ---- | ---------------------- | ---------------------- | ------------- | --------------- | --- | --- | --- | --- | --- | --- | --- | --- | --- | --- | --- | --- | --- | --- | --- | --- | ---- | ---- |
| 1984 | John Player Team Lotus | Renault Gordini EF4V6T | G             |                 | BRA | RSA | BEL | SMR | FRA | MON | CAN | DET | DAL | GBR | GER | AUT | NED | ITA | EUR | POR | 47   | 3    |
| 1984 | John Player Team Lotus | Renault Gordini EF4V6T | G             | Elio de Angelis | 3   | 7   | 5.  | 3   | 5.  | 5.  | 4   | 2   | 3   | 4   | Ki  | Ki  | 4   | Ki  | Ki  | 5.  | 47   | 3    |
| 1984 | John Player Team Lotus | Renault Gordini EF4V6T | G             | Nigel Mansell   | Ki  | Ki  | Ki  | Ki  | 3   | Ki  | 6.  | Ki  | 6.  | Ki  | 4   | Ki  | 3   | Ki  | Ki  | Ki  | 47   | 3    |

## Képgaléria

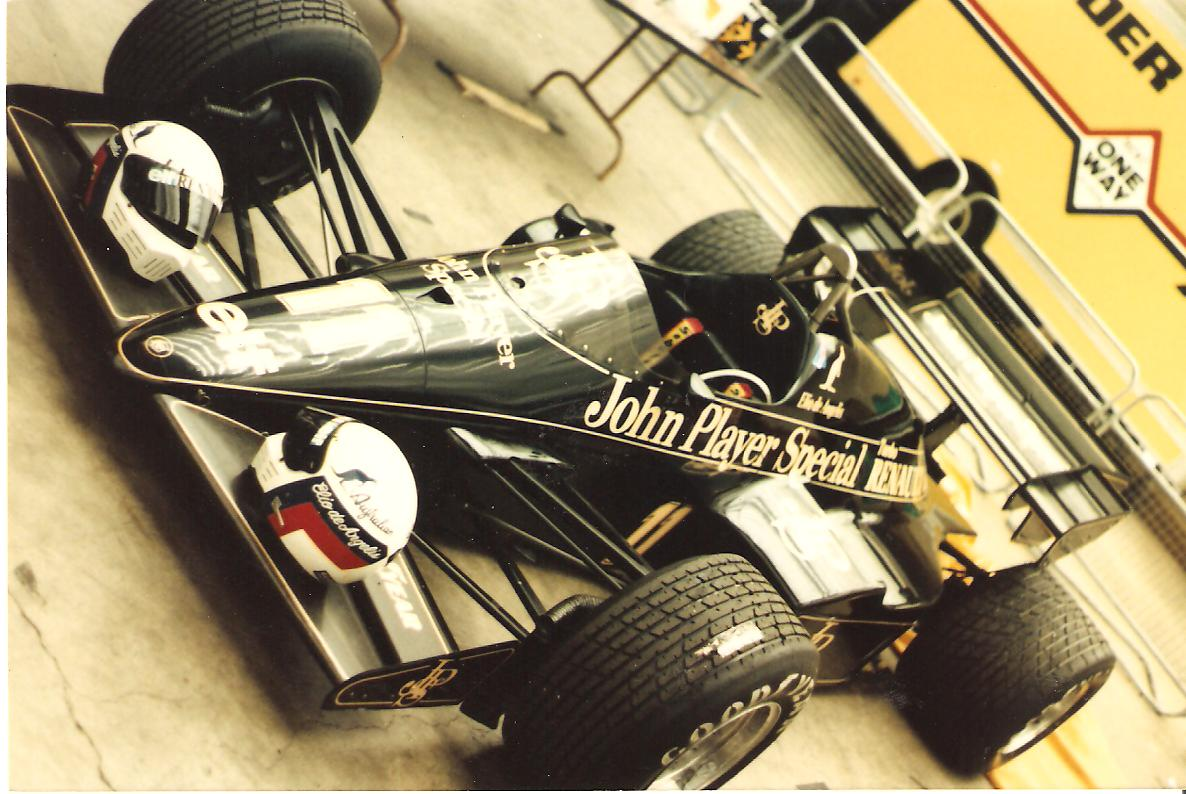
Elio de Angelis 95T-je az 1984-es detroiti nagydíjon
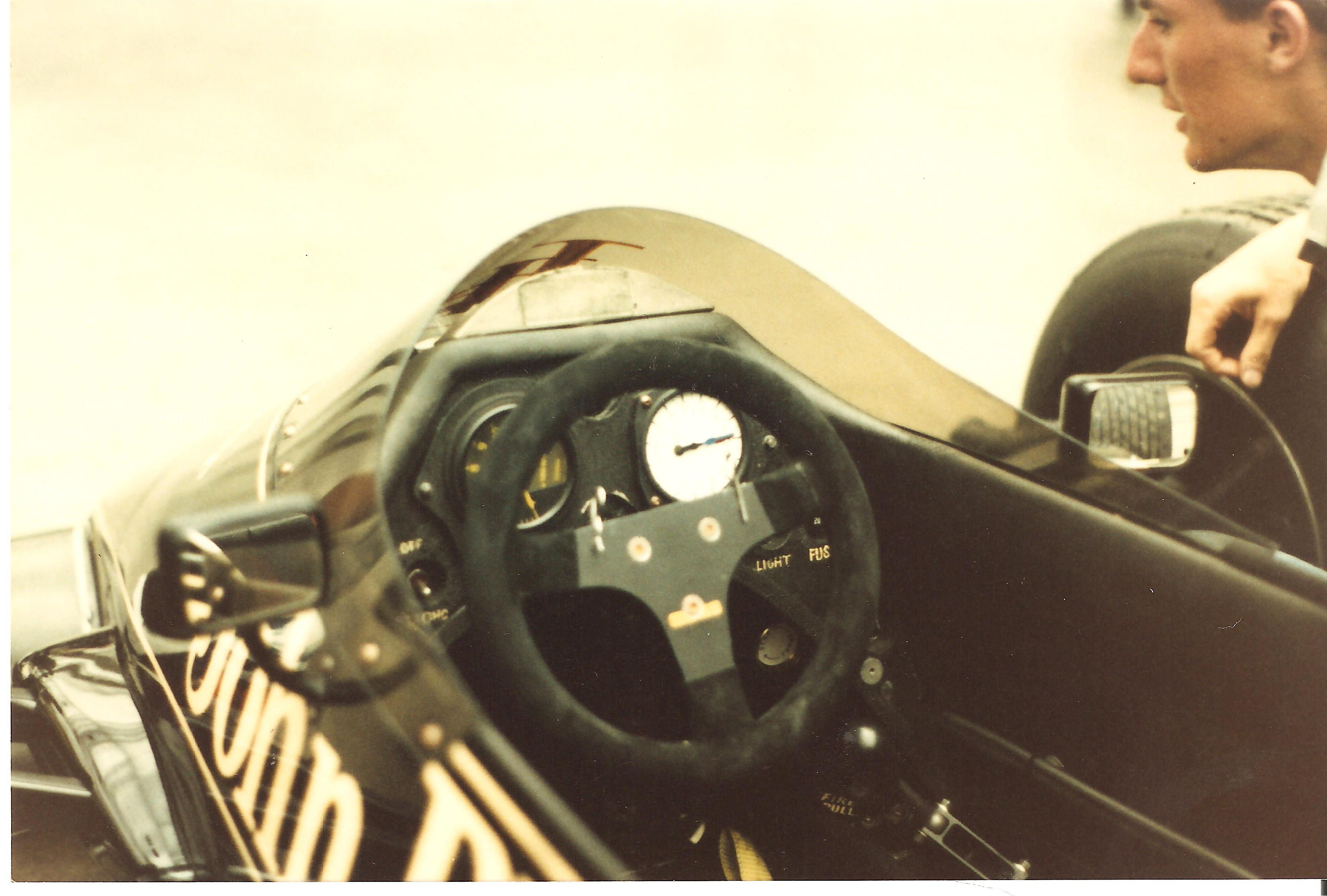
A 95T pilótafülkéje
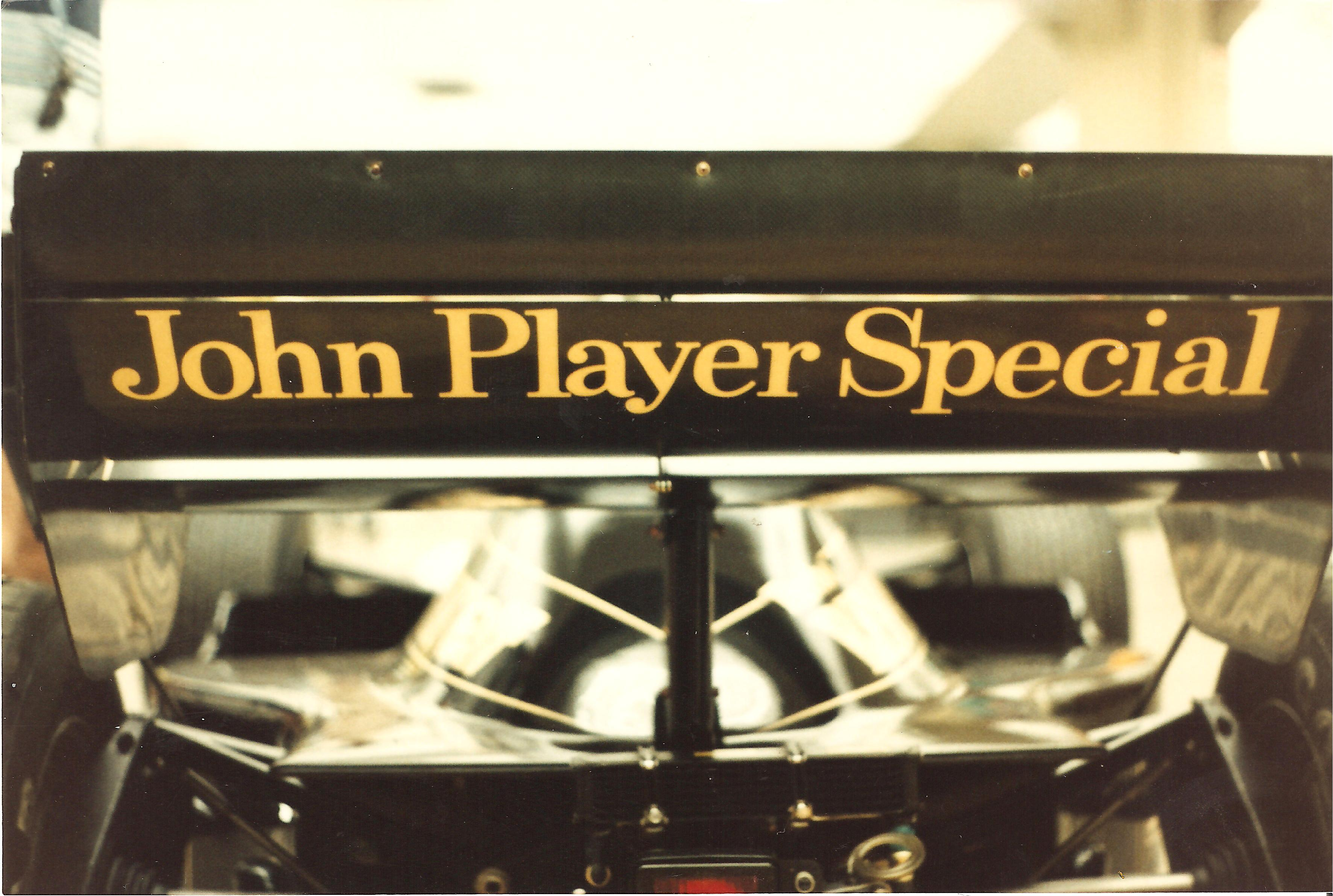
A 95T hátsó szárnya
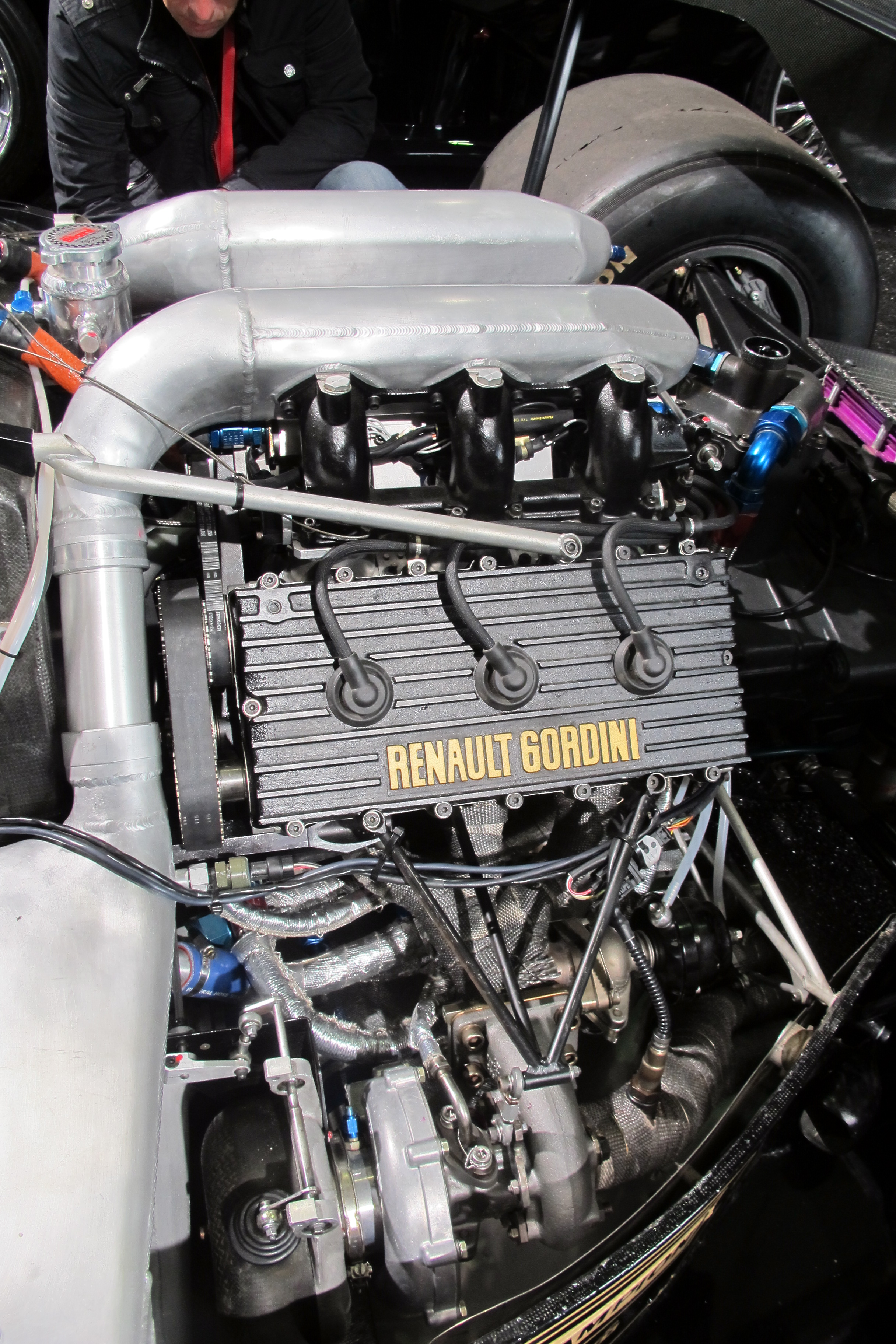
Renault Gordini EF4 motor a 95T-ben

## Fordítás
Ez a szócikk részben vagy egészben  a   Lotus 95T című angol Wikipédia-szócikk ezen változatának fordításán alapul.  Az eredeti cikk szerkesztőit annak laptörténete sorolja fel. Ez a jelzés csupán a megfogalmazás eredetét és a szerzői jogokat jelzi, nem szolgál a cikkben szereplő információk forrásmegjelöléseként.